# Vrigne-Meuse
Pour l’article homonyme, voir Vrigne (homonymie).
Vrigne-Meuse est une commune française, située dans le département des Ardennes en région Grand Est.

## Géographie
Les communes limitrophes sont Dom-le-Mesnil, Donchery, Nouvion-sur-Meuse, Villers-sur-Bar, Vivier-au-Court et Vrigne aux Bois.

### Localisation
La totalité de la commune se situe au nord de la Meuse.
Le point culminant est le Signal de l'Épine, dite côte 249 à 243 m d'altitude.

### Hydrographie
La commune est dans le bassin versant de la Meuse au sein du bassin Rhin-Meuse. Elle est drainée par la Meuse, le ruisseau la Vrigne, le ruisseau de Thiwe et le ravin de Parfondru,.
La Meuse, d'une longueur de 486 km, est un fleuve européen qui prend sa source en France, dans la commune du Châtelet-sur-Meuse, à 409 mètres d'altitude, et se jette dans la mer du Nord après un cours long d'approximativement 950 kilomètres traversant la France, la Belgique et les Pays-Bas. Elle longe la commune sur son flanc sud en s'écoulant d'est en ouest.
Le ruisseau la Vrigne, d'une longueur de 17 km, prend sa source dans la commune de Gespunsart et se jette  dans la Meuse sur la commune, après avoir traversé sept communes. 

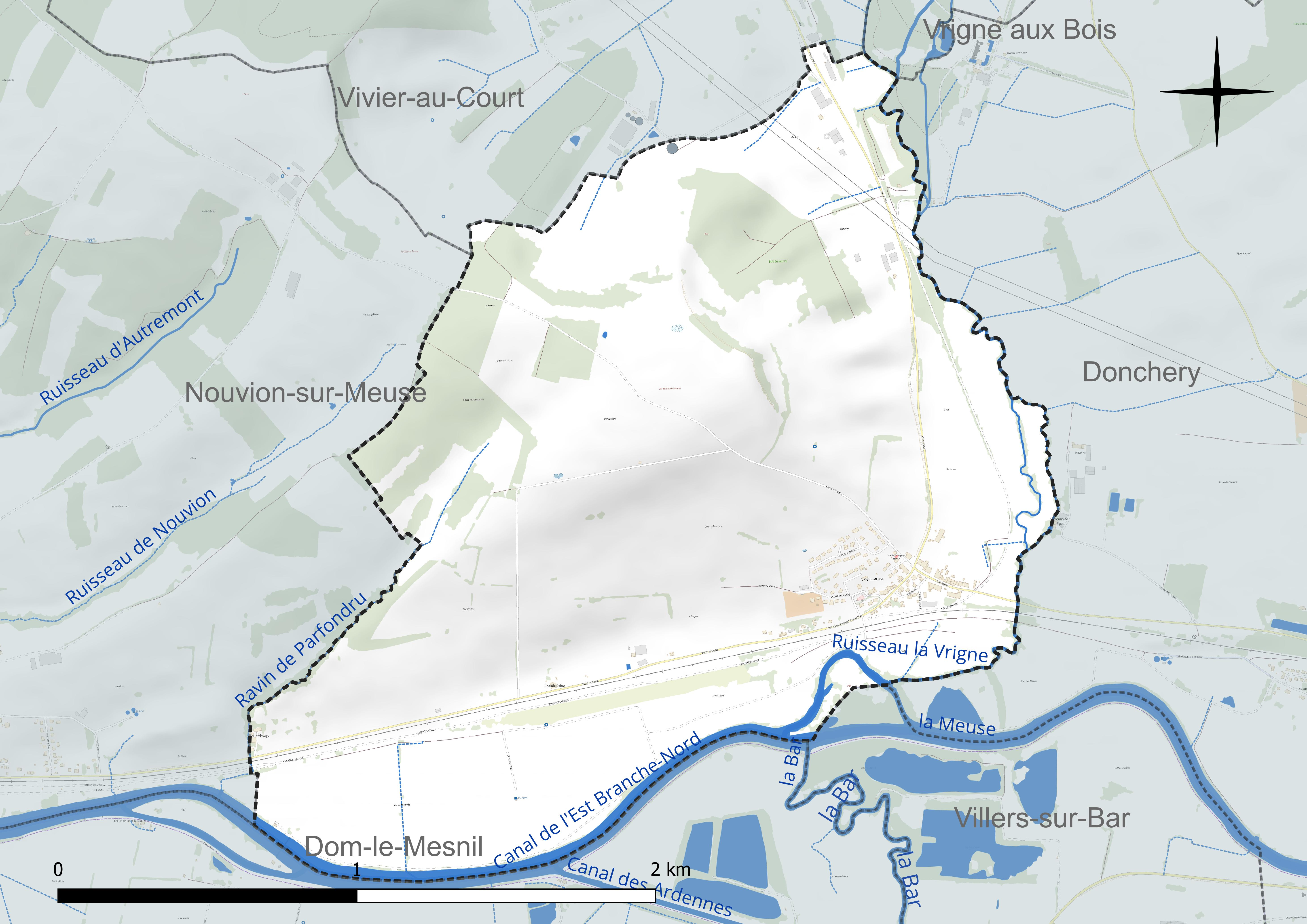
Réseau hydrographique de Vrigne-Meuse.

### Climat
Pour des articles plus généraux, voir Climat du Grand Est et Climat des Ardennes.
En 2010, le climat de la commune est de type climat des marges montargnardes, selon une étude du Centre national de la recherche scientifique s'appuyant sur une série de données couvrant la période 1971-2000. En 2020, Météo-France publie une typologie des climats de la France métropolitaine dans laquelle la commune est exposée à un climat océanique altéré et est dans la région climatique  Lorraine, plateau de Langres, Morvan, caractérisée par un hiver rude (1,5 °C), des vents modérés et des brouillards fréquents en automne et hiver. 
Pour la période 1971-2000, la température annuelle moyenne est de 10,1 °C, avec une amplitude thermique annuelle de 15,6 °C. Le cumul annuel moyen de précipitations est de 895 mm, avec 13,1 jours de précipitations en janvier et 9,4 jours en juillet. Pour la période 1991-2020, la température moyenne annuelle observée sur la station météorologique de Météo-France la plus proche, « Charleville-Méz. », sur la commune de Charleville-Mézières à 12 km à vol d'oiseau, est de 9,9 °C et le cumul annuel moyen de précipitations est de 928,4 mm. 
La température maximale relevée sur cette station est de 39,2 °C, atteinte le 25 juillet 2019 ; la température minimale est de −17,5 °C, atteinte le 1er janvier 1997,,. 
Les paramètres climatiques de la commune ont été estimés pour le milieu du siècle (2041-2070) selon différents scénarios d'émission de gaz à effet de serre à partir des nouvelles projections climatiques de référence DRIAS-2020. Ils sont consultables sur un site dédié publié par Météo-France en novembre 2022.

## Urbanisme

### Typologie
Au 1er janvier 2024, Vrigne-Meuse est catégorisée commune rurale à habitat dispersé, selon la nouvelle grille communale de densité à 7 niveaux définie par l'Insee en 2022.
Elle est située hors unité urbaine. Par ailleurs la commune fait partie de l'aire d'attraction de Charleville-Mézières, dont elle est une commune de la couronne,. Cette aire, qui regroupe 132 communes, est catégorisée dans les aires de 50 000 à moins de 200 000 habitants,.

### Occupation des sols
L'occupation des sols de la commune, telle qu'elle ressort de la base de données européenne d’occupation biophysique des sols Corine Land Cover (CLC), est marquée par l'importance des territoires agricoles (82 % en 2018), en diminution par rapport à 1990 (84,6 %). La répartition détaillée en 2018 est la suivante : 
prairies (59,3 %), terres arables (22,7 %), forêts (9,1 %), zones urbanisées (7,7 %), zones industrielles ou commerciales et réseaux de communication (1,2 %). L'évolution de l’occupation des sols de la commune et de ses infrastructures peut être observée sur les différentes représentations cartographiques du territoire : la carte de Cassini (XVIIIe siècle), la carte d'état-major (1820-1866) et les cartes ou photos aériennes de l'IGN pour la période actuelle (1950 à aujourd'hui).

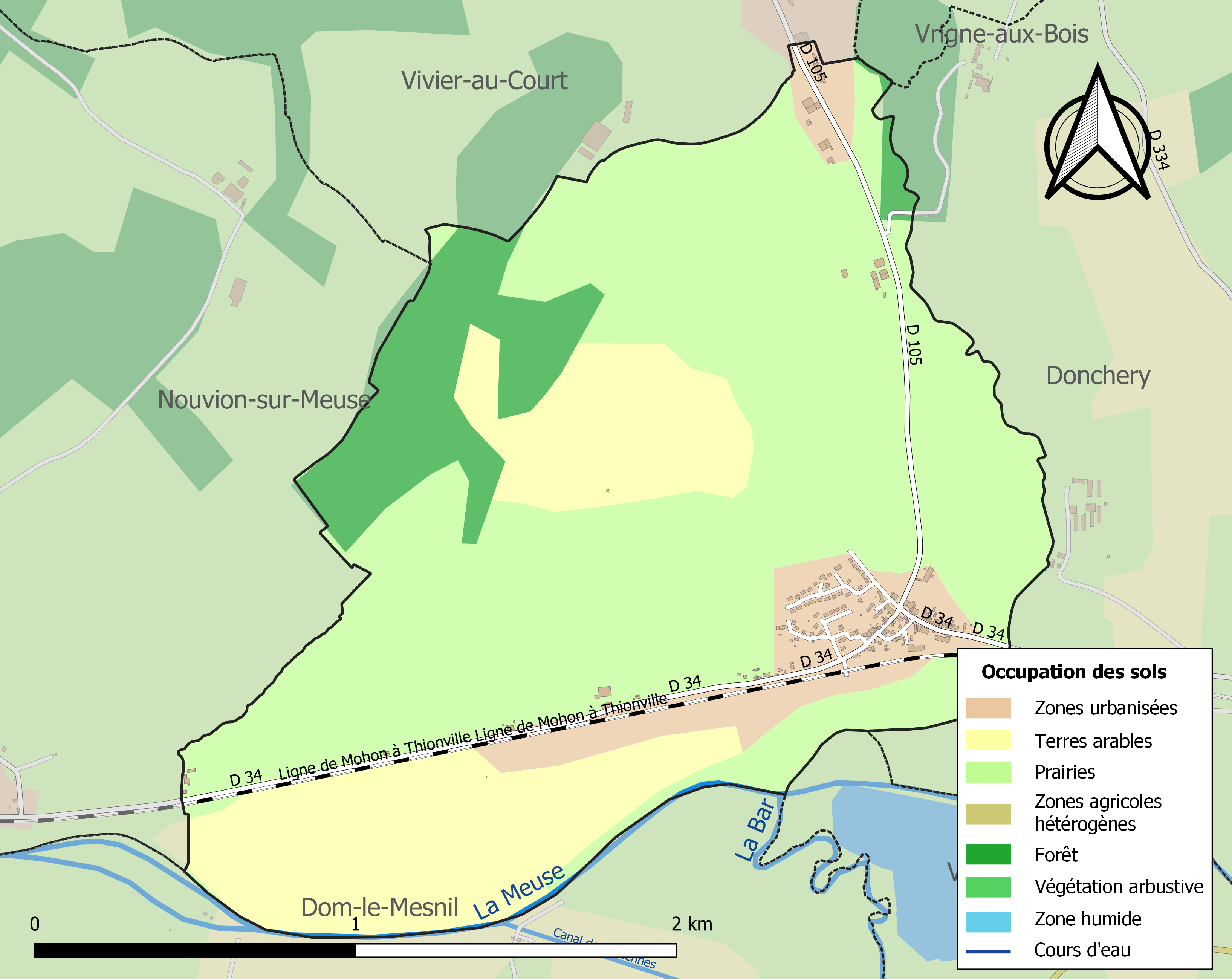
Carte des infrastructures et de l'occupation des sols de la commune en 2018 (CLC).

## Toponymie
La commune qui se trouve à une confluence porte les noms simplement juxtaposés des deux cours d’eau : Vrigne et Meuse.
La Vrigne est une petite rivière du département des Ardennes, affluent droit de la Meuse. 
La Meuse est un fleuve européen qui prend sa source en France et se jette dans la mer du Nord après un cours long d'approximativement 950 kilomètres traversant la France, la Belgique et les Pays-Bas. La totalité de la commune se situe au nord de la Meuse.

## Histoire
Vrigne-Meuse est surtout connue pour avoir été le cadre de la dernière offensive décrétée par le maréchal Foch lors de la Première Guerre mondiale du 9 au 11 novembre 1918. La 163e division d'infanterie donna l'ordre de franchir la Meuse « coûte que coûte » tout à la fin de la guerre, ordre très largement surinterprété par rapport aux instructions de l'état-major de l'armée, et d'occuper le Signal de l'Épine (altitude 243 m). L'opération, hasardeuse, eut lieu sur des ponts de planches improvisés et de petits radeaux pour quatre hommes. Les pertes de cette dernière offensive de trois jours sont de 96 tués et 198 blessés. La plupart ont été déclarés morts pour la France le 10 novembre, l'opération peu utile étant plutôt tue dans l'immédiat après-guerre par les autorités.
C'est à Vrigne-Meuse qu'est sonné le cessez-le-feu par le soldat de première classe Octave Delaluque alors qu'est tombé le dernier tué de fait de guerre, mort au combat lors de la dernière offensive officielle du conflit, Augustin-Joseph Trébuchon, dont la dépouille repose au cimetière de la ville.
Une rue porte le nom d'Octave Delaluque.

## Politique et administration
| Période                                  | Période   | Identité               | Étiquette | Qualité                                                   |
| ---------------------------------------- | --------- | ---------------------- | --------- | --------------------------------------------------------- |
| mars 2001                                | mars 2008 | Georges Dommelier      |           |                                                           |
| mars 2008                                | mai 2020  | Jean-Christophe Chanot |           | Retraité de la fonction publique                          |
| mai 2020                                 | en cours  | Yann Gregoire          |           | Employé civil ou agent de service de la fonction publique |
| Les données manquantes sont à compléter. |           |                        |           |                                                           |

## Démographie
L'évolution du nombre d'habitants est connue à travers les recensements de la population effectués dans la commune depuis 1793. Pour les communes de moins de 10 000 habitants, une enquête de recensement portant sur toute la population est réalisée tous les cinq ans, les populations de référence des années intermédiaires étant quant à elles estimées par interpolation ou extrapolation. Pour la commune, le premier recensement exhaustif entrant dans le cadre du nouveau dispositif a été réalisé en 2005.

En 2022, la commune comptait 332 habitants, en évolution de +10,67 % par rapport à 2016 (Ardennes : −2,97 %, France hors Mayotte : +2,11 %).
| 1793 | 1800 | 1806 | 1821 | 1831 | 1836 | 1841 | 1846 | 1851 |
| ---- | ---- | ---- | ---- | ---- | ---- | ---- | ---- | ---- |
| 100  | 108  | 134  | 134  | 132  | 131  | 139  | 150  | 180  |

| 1866 | 1872 | 1876 | 1881 | 1886 | 1891 | 1896 | 1901 | 1906 |
| ---- | ---- | ---- | ---- | ---- | ---- | ---- | ---- | ---- |
| 172  | 160  | 168  | 151  | 153  | 154  | 158  | 176  | 184  |

| 1911 | 1921 | 1926 | 1931 | 1936 | 1946 | 1954 | 1962 | 1968 |
| ---- | ---- | ---- | ---- | ---- | ---- | ---- | ---- | ---- |
| 197  | 173  | 256  | 221  | 198  | 205  | 187  | 180  | 178  |

| 1975 | 1982 | 1990 | 1999 | 2005 | 2006 | 2010 | 2015 | 2020 |
| ---- | ---- | ---- | ---- | ---- | ---- | ---- | ---- | ---- |
| 183  | 207  | 187  | 191  | 217  | 216  | 261  | 297  | 329  |

| 2022 | - | - | - | - | - | - | - | - |
| ---- | - | - | - | - | - | - | - | - |
| 332  | - | - | - | - | - | - | - | - |

## Culture locale et patrimoine

### Lieux et monuments
- Mémorial de la 163e division d'infanterie au lieu-dit la Cote de l'Épine.
- Église Sainte-Croix de Vrigne-Meuse.

### Personnalités liées à la commune
- Charles de Menditte commandant le 415e R.I., lors du passage de la Meuse les 9, 10 et 11 novembre 1918.
- Augustin Trébuchon, dernier tué de la dernière offensive le 11 novembre 1918, à 10 h 50. Le cessez-le-feu fut ordonné à 11 h.
- Octave Delaluque clairon du véritable cessez-le-feu le 11 novembre 1918.

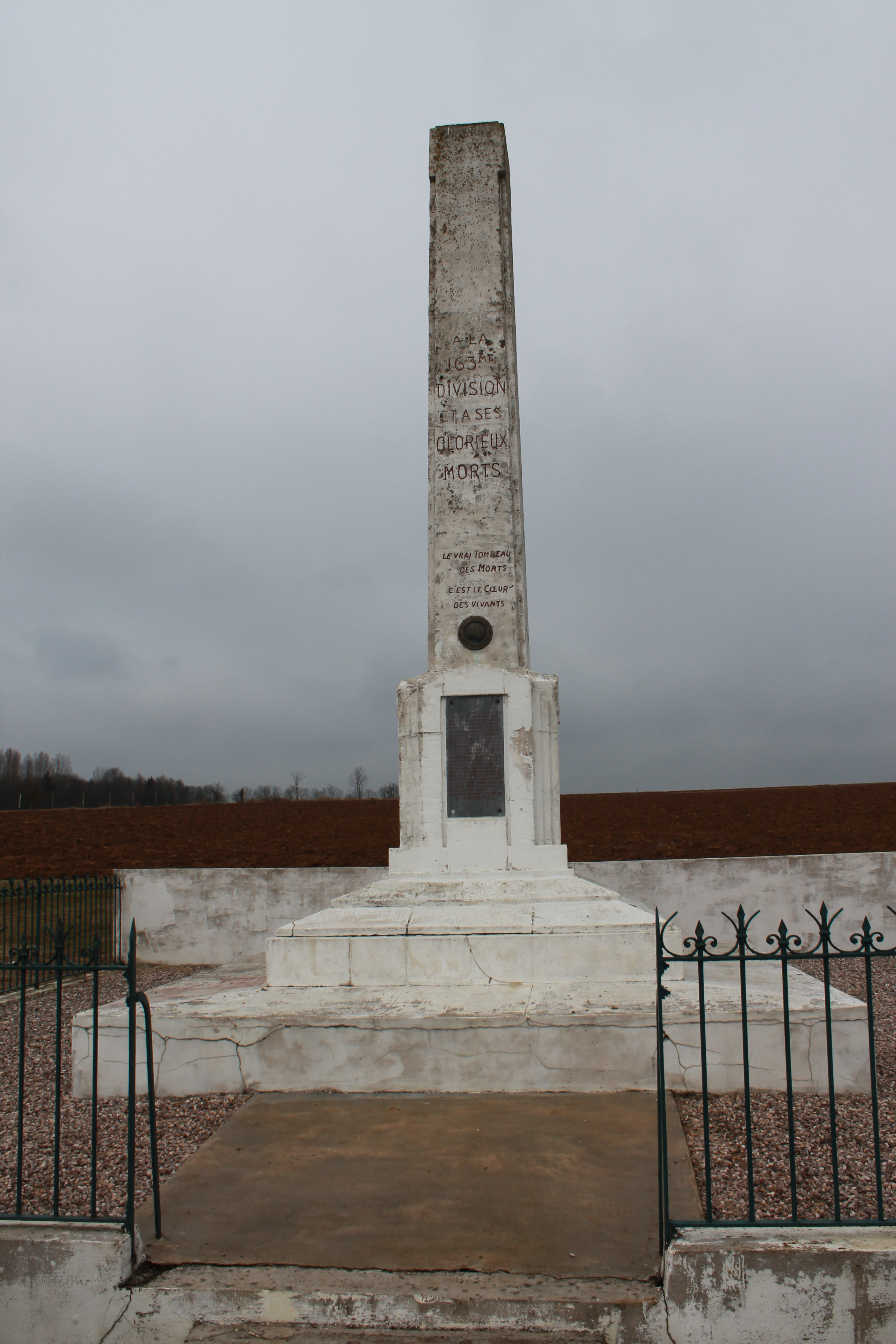
Mémorial de la 163e division d'infanterie.
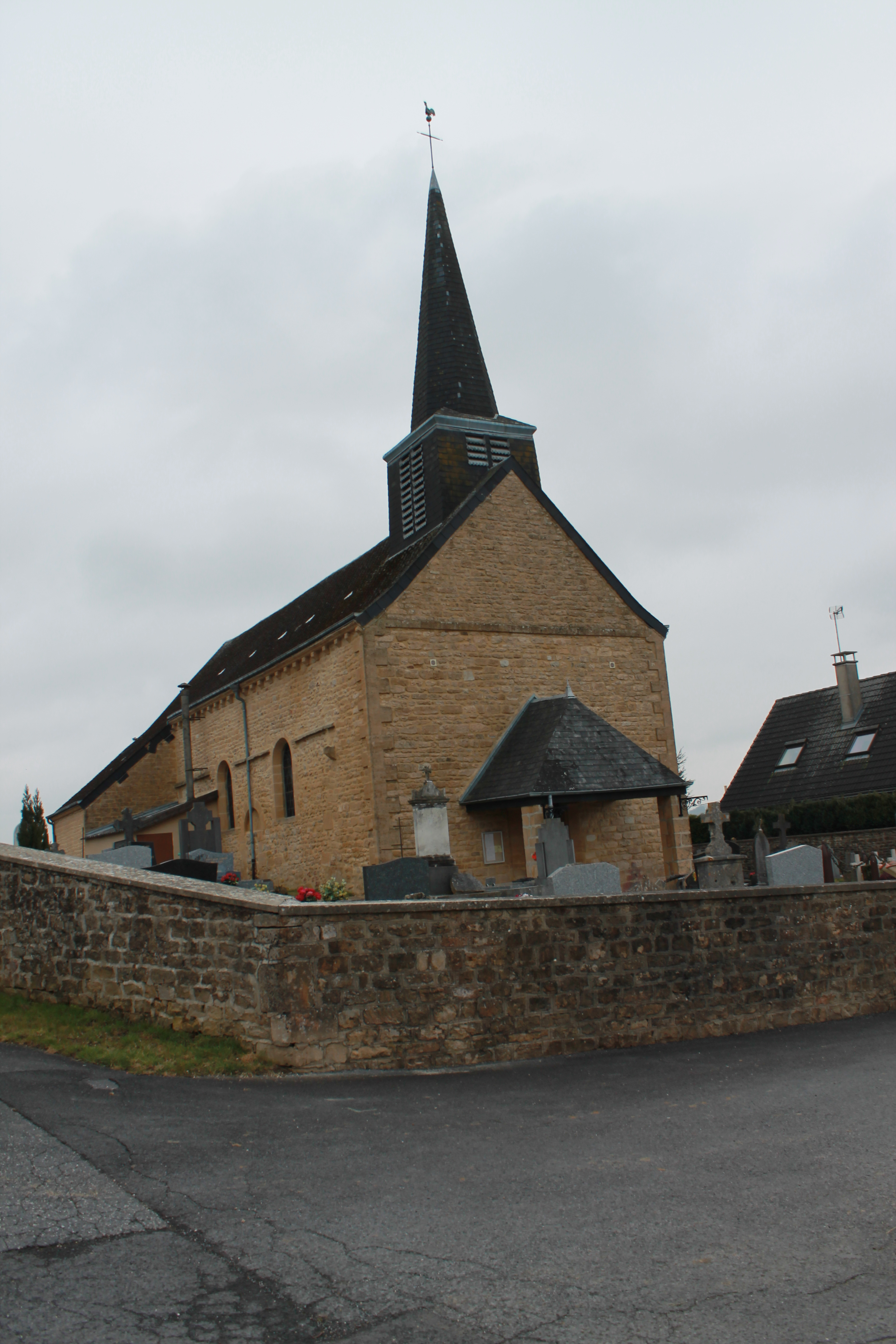
Église de Vrigne-Meuse avec cimetière attenant.
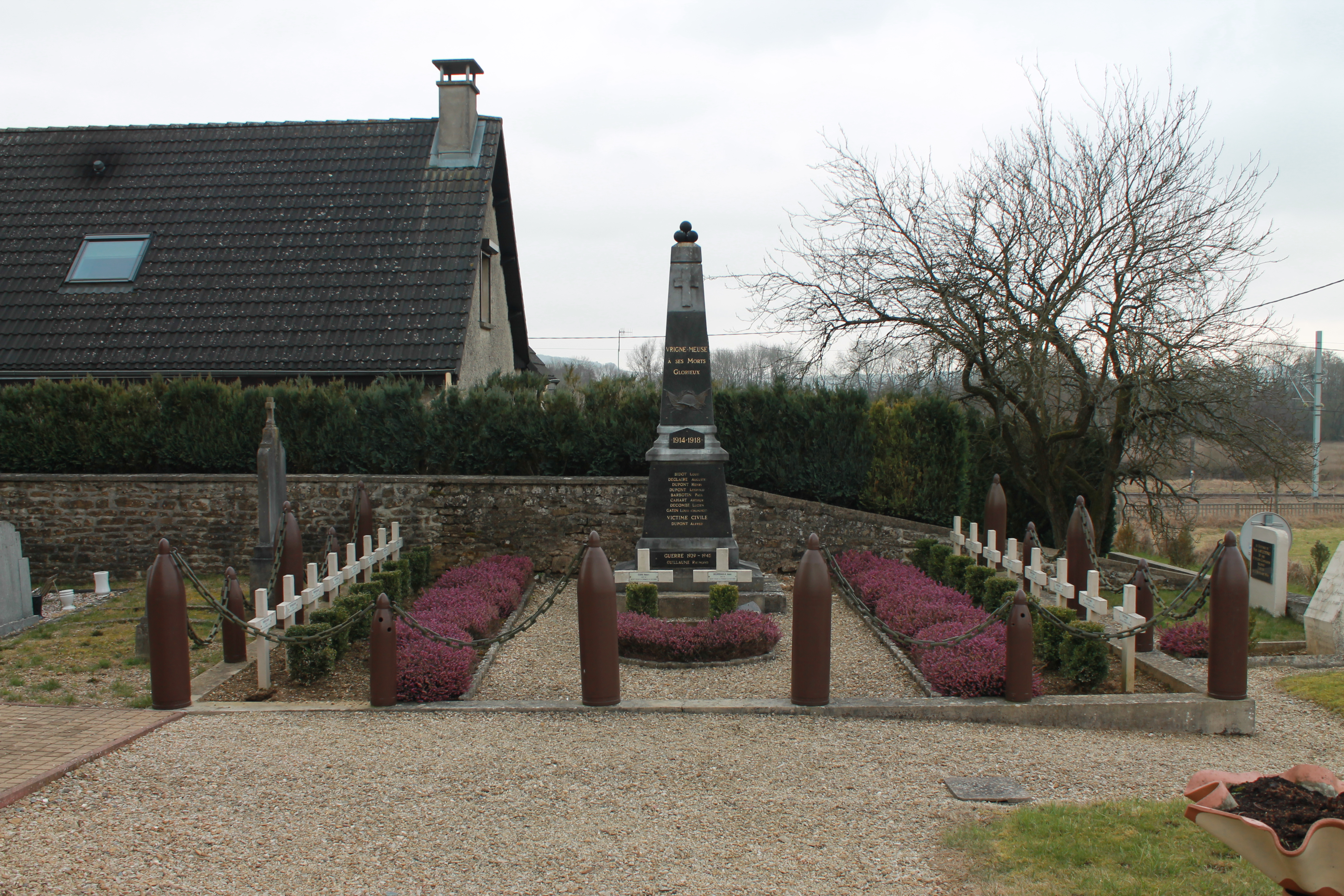
Sépultures des derniers Français morts lors de la Première Guerre mondiale.

### Héraldique
| Armes de Vrigne-Meuse | Les armes de Vrigne-Meuse se blasonnent ainsi : Parti : au 1er de gueules à la bande d’argent, au 2e d’azur à la barre d’argent, à la colombe d’argent volant en descendant en barre brochant en chef sur la partition. |